# Пустая Гряда (Лоевский район)
Пустая Гряда (бел. Пустая Града) — деревня в Колпенском сельсовете Лоевского района Гомельской области Беларуси.
На севере и западе граничит с лесом.

## География

### Расположение
В 12 км на северо-запад от Лоева, 58 км от железнодорожной станции Речица (на линии Гомель — Калинковичи), в 77 км от Гомеля.

### Гидрография
На востоке сеть мелиоративных каналов.

## Транспортная сеть
Транспортные связи по просёлочной, затем автомобильной дороге Лоев — Речица. Планировка состоит из криволинейной улицы, ориентированной с юго-востока на северо-запад (вдоль каналов). Застройка двусторонняя, деревянная, усадебного типа.

## История
Обнаруженное археологами городище раннего железного века (в 2 км на юго-запад от деревни) свидетельствует о заселении этих мест с давних времён. По письменным источникам известна с начала XX века, когда здесь разместились первые переселенцы из соседних деревень. В 1931 году жители вступили в колхоз. Во время Великой Отечественной войны оккупанты в 1943 году сожгли 16 дворов. Согласно переписи 1959 года в составе колхоза «Дружба» (центр — деревня Колпень).

## Население

### Численность
- 1999 год — 24 хозяйства, 36 жителей.

### Динамика
- 1940 год — 68 дворов.
- 1959 год — 236 жителей (согласно переписи).
- 1999 год — 24 хозяйства, 36 жителей.

## Известные лица
- Даниленко, Михась — белорусский писатель